# Nevith Condés Jaramillo
Pour les articles homonymes, voir Jaramillo.
Nevith Condés Jaramillo est un journaliste mexicain assassiné le 24 août 2019 à Tejupilco.

## Biographie
Condés Jaramillo effectuait un travail journalistique essentiellement dans la région de Tierra Caliente (les terres chaudes), une zone comprenant des municipalités de l'État de Mexico, de Guerrero et du Michoacán. Cette région est marquée par des troubles sociaux et par l'activité des narcotrafiquants,.
Il était directeur du portail d'information El Observatorio del Sur et réalisait des interventions à la radio locale, Radio Roca.

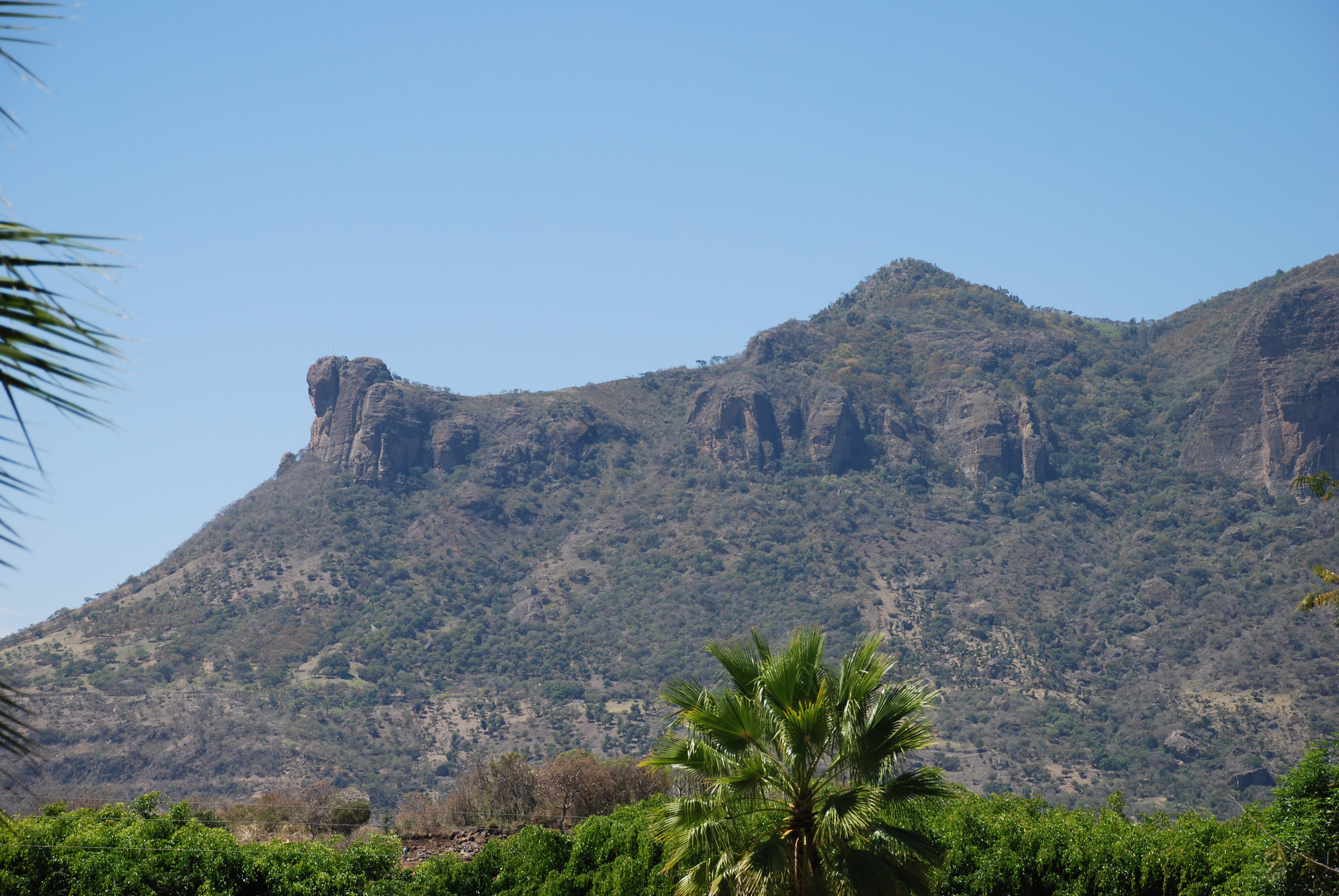
Terra Caliente (Tejupilco)

## Mort
Avant d'être assassiné Nevith Condés Jaramillo avait reçu des menaces par téléphone et sur les réseaux sociaux. Il a aussi reçu des menaces, sur Facebook, d'une organisation criminelle. Les menaces ont continué le 24 juin 2019, après qu'il a publié des entrevues avec des riverains et le directeur d'une école primaire de la région, qui se sont plaints d'un manque de soutien. D'après Condés Jaramillo, un homme se présentant comme faisant partie du crime organisé a exigé qu'il retire la vidéo et s'excuse. L'organisation de défense des droits de l'homme Article 19 demande qu'il soit placé dans un programme de protection, le Mecanismo de Protección a Periodistas (le Mécanisme de protection des journalistes), ce qui ne sera apparemment pas possible. Un responsable du Mécanisme fédéral de protection des défenseurs des droits humains et des journalistes a confirmé que Condés Jaramillo avait signalé avoir reçu des menaces à plusieurs reprises. Le responsable, a aussi déclaré qu'à plusieurs reprises, Condés Jaramillo a dit avoir reçu des menaces de la part de fonctionnaires municipaux de Tejupilco,.
Le corps de Nevith Condés Jaramillo est découvert le 24 août 2019 sur une colline de Tejupilco. Son corps présentait des lésions à l'arme blanche. Le Bureau du Procureur général de l'État du Mexique ouvre alors une enquête,.

## Conséquences
Article 19 appelle alors l'administration à collaborer efficacement pour mettre en œuvre les mesures nécessaires à la protection des vies humaines et à la prévention des attaques. L'organisation appelle aussi l'État de Mexico à porter une attention particulière aux violences contre la presse, tout en protégeant la liberté d'expression. La CODHEM (la Commission des droits de l'homme de l'État de Mexico) demande que la famille de Condés Jaramillo soit protégée et que le déroulement de l'instruction de l'affaire soit suivie.